# 布魯爾 (內布拉斯加州)
布魯爾（英語：Brule）是位於美國內布拉斯加州基斯縣的村。

## 人口
根據2020年美國人口普查的數據，布魯爾的面積為0.80平方千米，皆為陸地。當地共有人口331人，而人口密度為每平方千米414人。